# Folkswagen
Не следует путать с автомобильной маркой Volkswagen
Folkswagen — финская фолк-рок-группа из города Йоэнсуу.
Стиль группы объединяет в себе элементы финской и карельской народной музыки, русского рока и бардовской песни. Сами музыканты определяют свой стиль как «приграничный фолк-рок». Они поют на финском, русском и карельском языках.

## История
В 2000 году Тимо Мунне, поклонник русского рока, и журналист Суонна Кононен, обнаружив, что русский рок мало известен финской аудитории, решили изменить положение. Поначалу музыканты играли акустические версии песен групп Кино, Аквариум, ДДТ и Наутилус Помпилиус, переведённые на финский язык. В 2001 году увидел свет первый альбом «Столичная». В январе 2005 года вышел третий альбом «Karjalan balsamia» (Карельский бальзам). В 2006 группа выступала на фестивале «Фолк-марафон» в Петрозаводске.

## Состав

### Текущий состав
- Тимо Мунне (вокал, гитара)
- Суонна Кононен (гитара, вокал, губная гармоника, мандолина)
- Йоонас Ояярви (бас-гитара, контрабас, мандолина)
- Яри Лаппалайнен (перкуссия, бузуки, мандолина)

### Бывшие участники
- Микко Лейнонен

## Дискография
- Stolitshnaja (2001)
- Matkaselän asemalla (2003)
- Karjalan balsamia (2005)
- Kosmonautti (2006)
- Tienhaara (2007)
- Kyläkaupan rappusilla (2008)
- Atomiveisuja (EP, 2009)

Все диски выпущены на лейбле Pilfink Records.